# Xantho
Xantho là một chi cua thuộc họ Xanthidae. Tất cả các loài trong chi này đều phân bố giới hạn ở phía đông bắc Đại Tây Dương và Biển Địa Trung Hải, mặc dù Xantho granulicarpis không được công nhận rộng rãi là một loài riêng biệt với Xantho hydrophilus

## Các loài
Chi này ghi nhận 5 loài còn tồn tại:
- Xantho granulicarpus , 1953
- Xantho hydrophilus (Herbst, 1790)
- Xantho pilipes A. Milne-Edwards, 1867
- Xantho poressa (Olivi, 1792)
- Xantho sexdentatus (Miers, 1881)

Ngoài ra, còn có 5 loài được biết đến từ hồ sơ hóa thạch, trong đó có một loài vẫn còn tồn tại.